# Palais des Cortés (Cuernavaca)
Ne doit pas être confondu avec Palais des Corts ou Palais des Cortès.

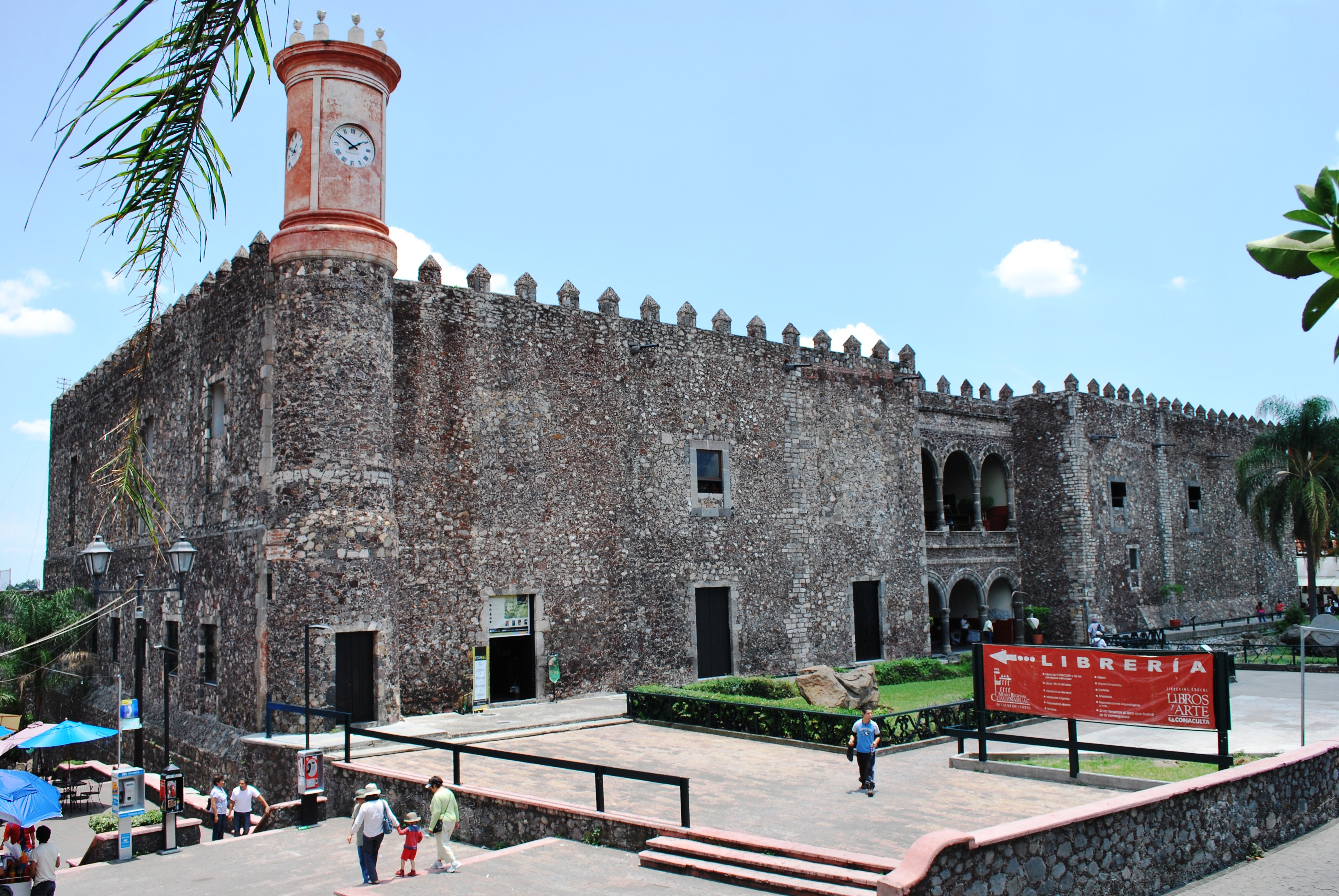
Palais construit par les Indiens au service de Hernán Cortés à Cuernavaca, et considéré pendant de nombreuses années comme un symbole de la domination espagnole sur les Indiens indigènes de l'ancienne Méso-Amérique.

Le palais de Cortés (espagnol: Palacio de Cortés) à Cuernavaca, au Mexique, construit entre 1523 et 1528, est la plus ancienne structure civile conservée de l'ère coloniale dans les Amériques continentales. L'architecture est un mélange entre gothique et mudéjar  typique de l'architecture coloniale du début du XVIe siècle.  
Le bâtiment est initialement destiné comme résidence fortifiée pour le conquérant Hernán Cortés et sa seconde épouse, Doña Juana Zúñiga. Il a été construit au-dessus d'un centre de collecte d'hommage aztèque Tlahuica, qui a été détruit par les Espagnols lors de la conquête. Cortés l'a remplacé par une résidence personnelle pour affirmer l'autorité sur les peuples nouvellement conquis. En tant que résidence de Cortés, elle a atteint son apogée dans les années 1530, mais la famille l'a finalement abandonnée en raison de problèmes juridiques persistants. Au XVIIIe siècle, les autorités coloniales ont fait rénover la structure et l'ont utilisée comme caserne et comme prison. Pendant la guerre d'indépendance du Mexique, il a détenu des prisonniers tels que José María Morelos y Pavón. Après la guerre, il est devenu le siège du gouvernement de l'État de Morelos jusqu'à la fin du XXe siècle, lorsque le gouvernement de l'État a déménagé et que la structure a été rénovée et transformée en l'actuel Museo Regional Cuauhnahuac, ou musée régional, proposant des expositions sur l'histoire de Morelos. 
En 1855, le palacio est le site du gouvernement provisoire du territoire dirigé par le libéral mexicain Juan Álvarez alors qu'il luttait contre le conservateur Antonio López de Santa Anna. De 1864 à 1866, il sert de résidence d'été à l'empereur Maximilien, qui visitait fréquemment Cuernavaca. En 1872, le palais est devenu le site du gouvernement de l'État de Morelos. La même année, le gouverneur Francisco Leyva agrandit l'extrémité nord et fait reconstruire la cage d'escalier et d'autres zones dans un style français alors populaire. Le palais est resté le siège du gouvernement de l'État pendant environ un siècle.  
En raison du temps et de tremblements de terre occasionnels, des rénovations ont été nécessaires à la fin du XIXe siècle et au début du XXe siècle. Un des éléments les plus caractéristiques du palais, une tour cylindrique de quinze mètres à l'angle nord-ouest, a été ajouté au cours de cette période. D'autres réparations sont effectuées à la fin des années 1920. En 1930, Diego Rivera parachève les peintures murales qui décorent l'arcade du deuxième étage. En 1949, une section comprenant des bureaux est ajoutée.  
Entre 1971 et 1973, le Département des monuments coloniaux de l' Instituto Nacional de Antropología e Historia  travaille pour récupérer la forme de base du palais du XVIe siècle, en utilisant des techniques de construction de cette période et en étudiant l'archéologie des sections originales. Des matériaux modernes ont été utilisés pour renforcer certaines sections.

## Le site archéologique

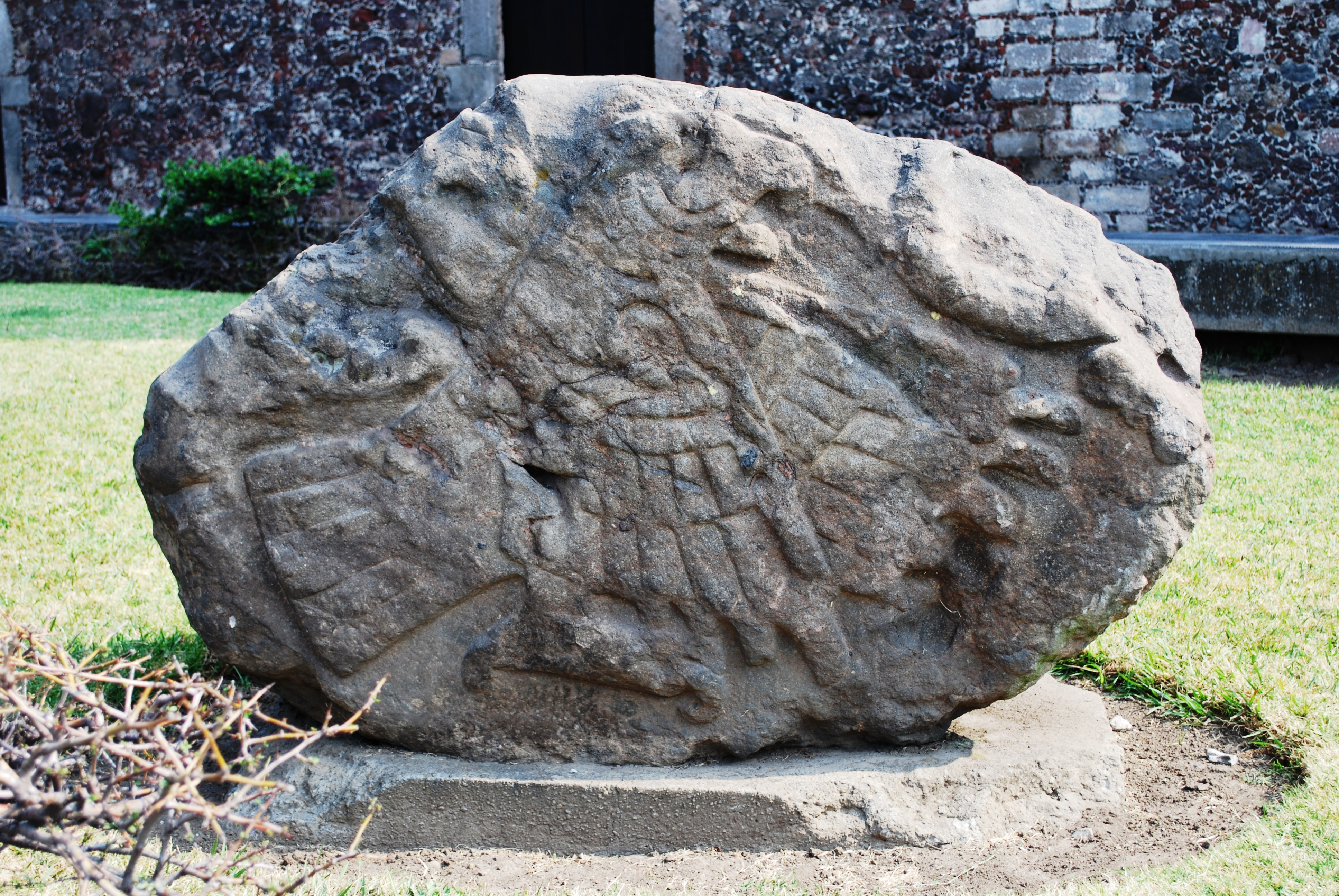
Une pierre sculptée devant le palais

Le site archéologique du Palais de Cortés s'étend depuis les fondations du palais même jusqu'à la place principale de la ville. Le palais a été construit sur un «tlatlocayacalli» ou un endroit où l'hommage a été recueilli en commençant par les dirigeants Tlahuica de la région et plus tard les Aztèques. Cette maison d'hommage était très probablement vaste et luxueuse car la cité-état était alors puissante. Cette fonction de symbole du pouvoir a incité les Espagnols à le détruire et à le remplacer par une structure qui leur est propre. L'ancienne structure Tlahuica / Aztèque est mieux visible dans les zones en face du palais actuel et dans les cours de celui-ci. C'est l'un des rares palais de l'époque aztèque qui ont été fouillés par les archéologues. Cependant, il reste peu du bâtiment d'origine après sa destruction par Cortés,. 
Lorsque le palais a été rénové dans les années 1970, des travaux archéologiques, dirigés par Jorge Angulo Villaseñor, ont été effectués autour et sous le bâtiment. Grâce à des puits stratégiquement placés, le projet a découvert divers murs, sols, sépultures et autres éléments de la Tlahuica aux époques coloniales. Les zones les mieux conservées sont celles situées devant le bâtiment et dans les cours intérieures. Depuis lors, de nouvelles fouilles ont mis au jour des ruines supplémentaires. 